# Dicranota nubecula
Dicranota nubecula är en tvåvingeart som beskrevs av Alexander 1933. Dicranota nubecula ingår i släktet Dicranota och familjen hårögonharkrankar. Inga underarter finns listade i Catalogue of Life.